# 孔多塞环形山
孔多塞环形山（Condorcet）是月球正面东部区一座古老的大型陨石坑，位于危海东南，它形成于酒海纪，以18世纪法国启蒙运动杰出代表之一，哲学家及数学家孔多塞侯爵之名命名，1935年被国际天文学联合会批准接受。

## 描述

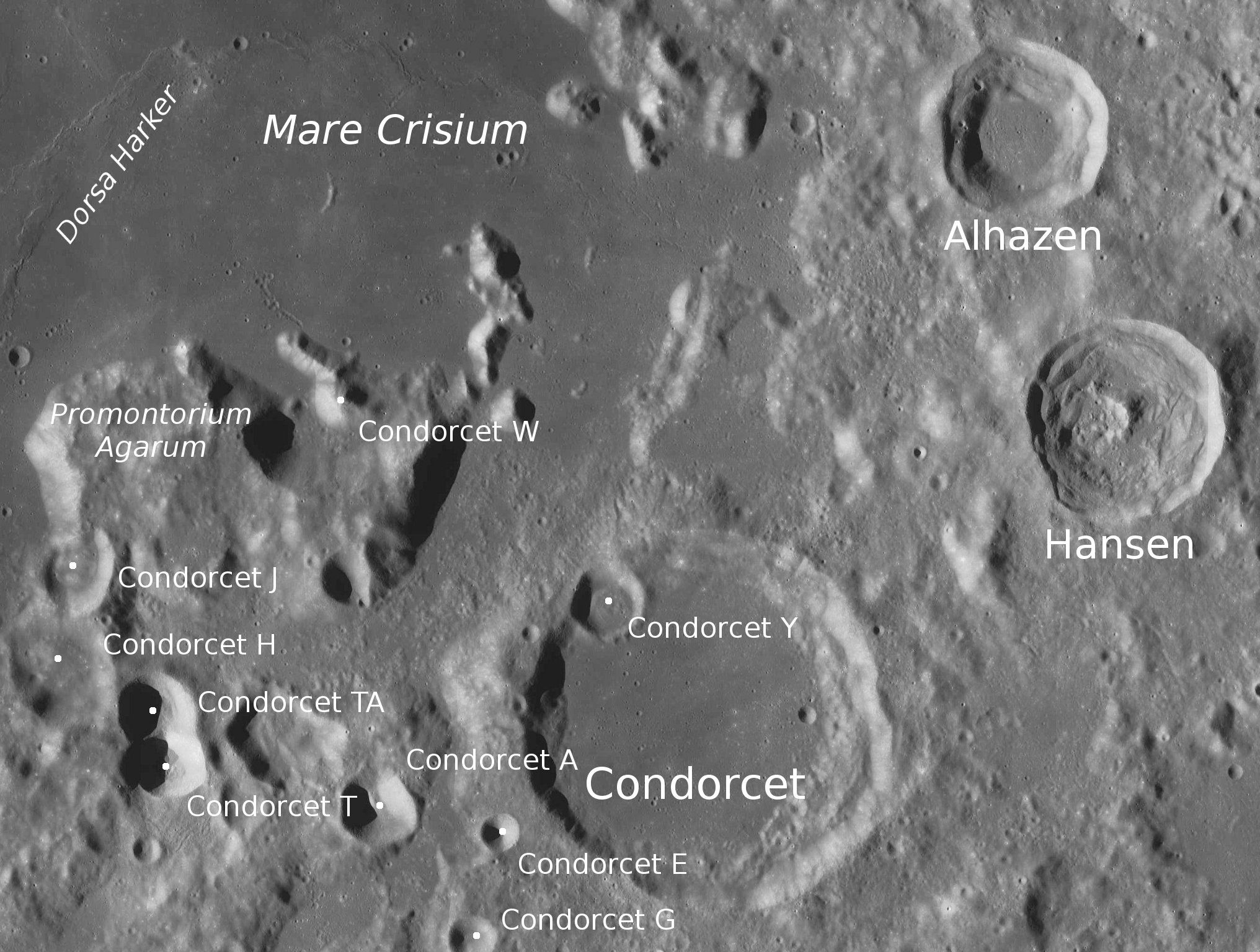
孔多塞环形山，月球勘测轨道飞行器拍摄。

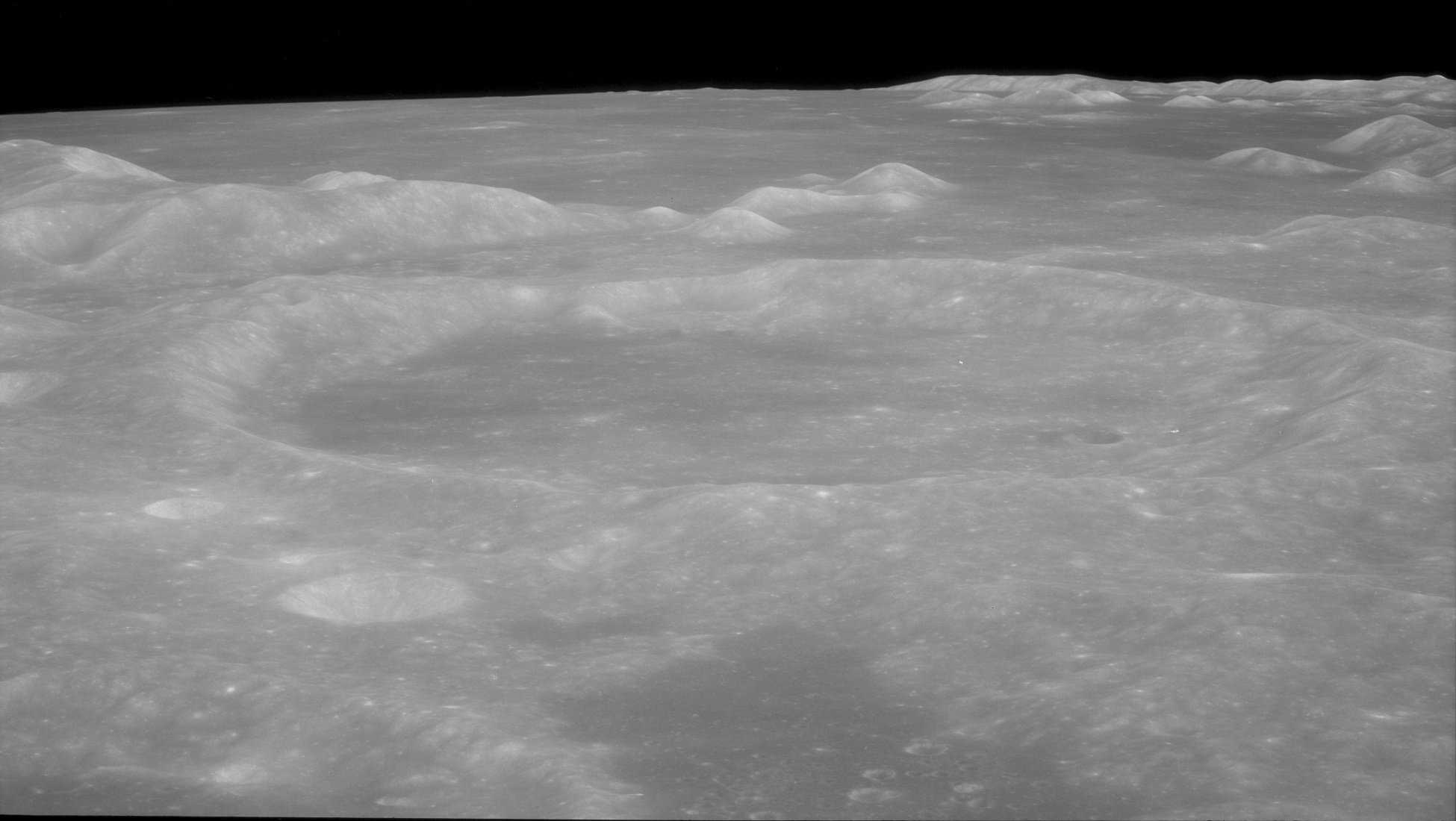
阿波罗11号从40公里高空拍摄的西北向斜视图，左侧为阿格鲁姆岬，后面是危海。

孔多塞环形山东北毗邻汉森陨石坑和阿尔·哈金陨石坑、南面是杜比亚戈陨石坑、西南则坐落着奥祖陨石坑、范阿尔巴达陨石坑和克罗陨石坑；孔多塞环形山的西北偏西方延伸着突出的阿格鲁姆岬，而它的后面则绵延着哈克山脊，浪海和蛇海分别位于它的南北二面
。
该陨石坑的中心月面坐标为12°06′N 69°35′E / 12.10°N 69.58°E，直径74.85公里，
深度2.775公里。

孔多塞环形山大致呈多边形，由于存续时间较长，它的外缘已被侵蚀，坡壁较为平缓，北侧山壁呈马鞍状且高度最低，西北侧边缘则横跨着卫星坑"孔多塞 Y"，东侧内壁底部有碎岩屑堆积。环形山坡壁高出周边地形1320米，内部总容积为5081.13公里³。坑内地表已被熔岩覆盖，表面平坦而无特色，东半部小陨坑痕迹明显；西半部地表有一处大暗斑，其反照率与周边地形大致相同。

## 卫星陨石坑
按惯例，最靠近孔多塞环形山的卫星坑将在月图上以字母标注在该坑的中心点旁。
| 孔多塞 | 月面坐标                          | 直径, 公里 |
| ------ | --------------------------------- | ---------- |
| A      | 11°31′N 67°17′E / 11.51°N 67.29°E | 15.38      |
| D      | 9°50′N 68°21′E / 9.84°N 68.35°E   | 19.80      |
| E      | 11°21′N 68°10′E / 11.35°N 68.16°E | 8.03       |
| F      | 8°16′N 73°05′E / 8.27°N 73.09°E   | 39.66      |
| G      | 10°39′N 67°58′E / 10.65°N 67.97°E | 10.31      |
| H      | 12°27′N 65°05′E / 12.45°N 65.08°E | 21.04      |
| J      | 13°04′N 65°12′E / 13.07°N 65.20°E | 16.25      |
| L      | 10°09′N 73°40′E / 10.15°N 73.67°E | 12.57      |
| M      | 9°04′N 73°07′E / 9.07°N 73.12°E   | 10.54      |
| N      | 8°59′N 72°37′E / 8.98°N 72.61°E   | 5.02       |
| P      | 8°46′N 70°17′E / 8.76°N 70.29°E   | 48.40      |
| Q      | 11°14′N 73°22′E / 11.23°N 73.36°E | 35.81      |
| R      | 11°45′N 74°45′E / 11.75°N 74.75°E | 19.89      |
| S      | 10°40′N 75°38′E / 10.67°N 75.64°E | 10.20      |
| T      | 11°48′N 65°50′E / 11.80°N 65.84°E | 14.67      |
| TA     | 12°10′N 65°43′E / 12.16°N 65.72°E | 14.60      |
| U      | 10°05′N 75°24′E / 10.08°N 75.40°E | 10.97      |
| W      | 13°56′N 67°00′E / 13.94°N 67.00°E | 35.83      |
| X      | 10°07′N 69°57′E / 10.12°N 69.95°E | 8.88       |
| Y      | 12°52′N 68°55′E / 12.86°N 68.92°E | 14.19      |

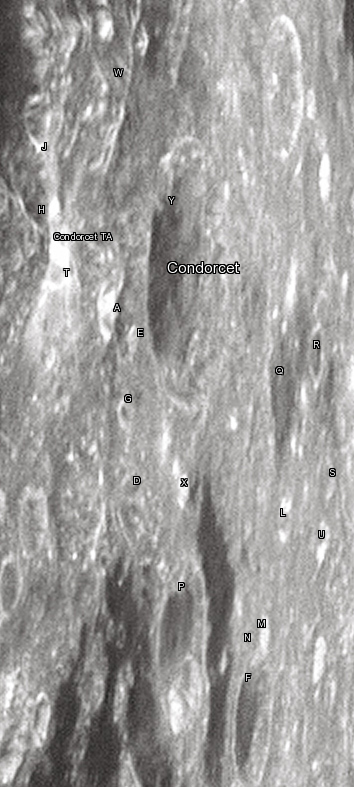
周边卫星坑图

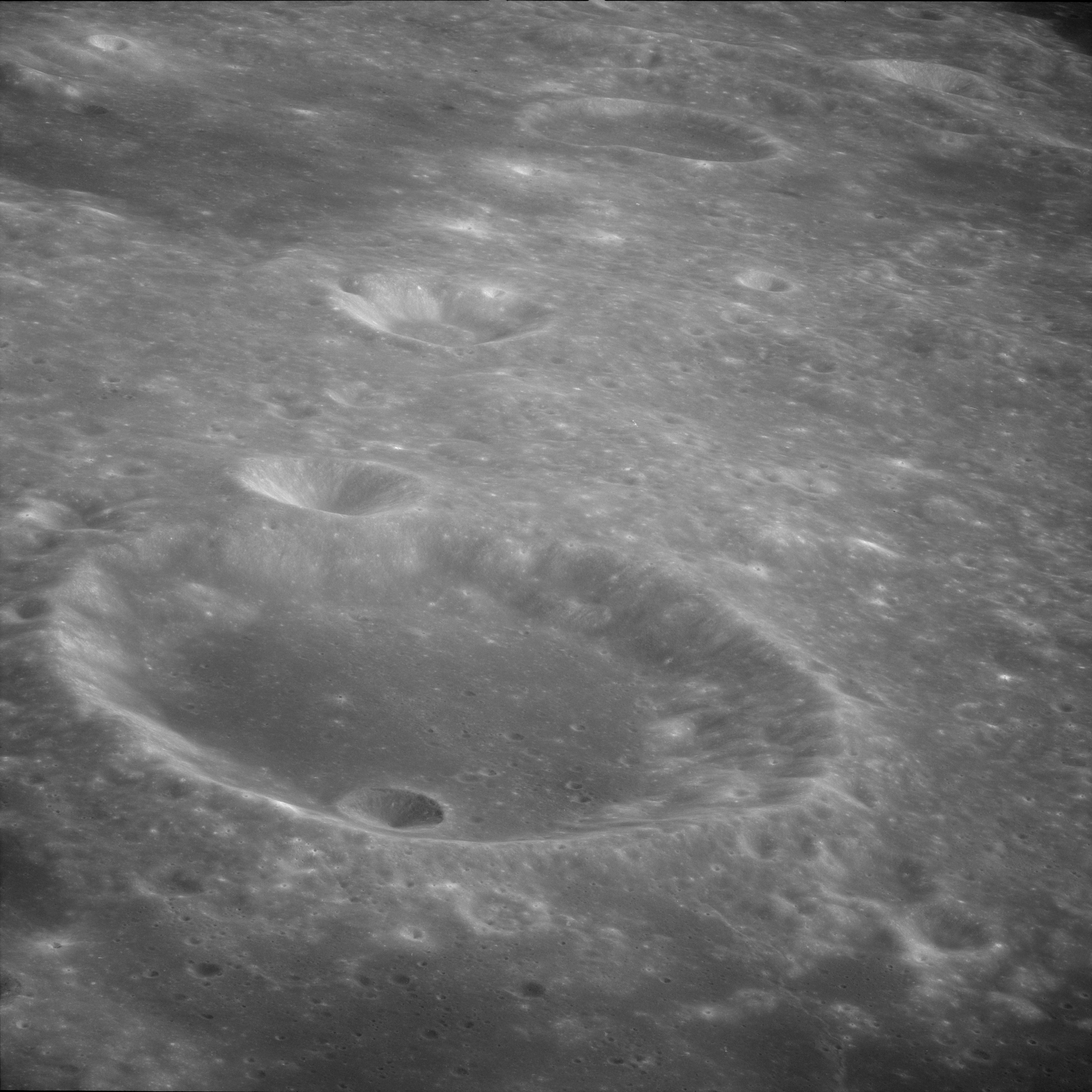
阿波罗11号拍摄的孔多塞环形山5座卫星坑图。大陨坑前面的是"F"；中左较小的是"N"；"L"位于中上方；"Q"是左上已被侵蚀的大陨坑；"R"是位于L右下方的较小的陨坑。

- 卫星坑"孔多塞 B"已在1971年被国际天文学联合会更名为维尔特陨石坑；
- 卫星坑"孔多塞 T"已被月球和行星观测协会(ALPO)列入《带有明亮射纹系统的撞击坑列表》[7]；
- 卫星坑"孔多塞 T"是曾被记录到在月食期间温度发生异常的陨坑之一，其原因为这些陨坑的地质年龄不长，表面尚未形成能产生隔热作用的表岩屑覆盖层；
- 卫星坑"孔多塞 F"和卫星坑"孔多塞 P"形成于酒海纪[1]。